# Sturmia luteipalpis
Sturmia luteipalpis är en tvåvingeart som beskrevs av Robineau-desvoidy 1847. Sturmia luteipalpis ingår i släktet Sturmia och familjen parasitflugor.
Artens utbredningsområde är Frankrike. Inga underarter finns listade i Catalogue of Life.